# Los puentes de Madison (musical)
Los puentes de Madison es un musical basado en la novela corta homónima de Robert James Waller, con libreto de Marsha Norman y canciones de Jason Robert Brown. Su trama central gira en torno a Francesca, un ama de casa de origen italiano que vive una apacible pero anodina existencia junto a su familia en una granja de Iowa. Todo cambia al conocer a Robert, un fotógrafo de National Geographic que llega al condado de Madison para retratar sus famosos puentes.
El espectáculo se estrenó en 2014 en el Gerald Schoenfeld Theatre de Broadway, con Kelli O'Hara y Steven Pasquale en los papeles protagonistas, obteniendo varios reconocimientos entre los que se incluyen dos premios Tony. Desde entonces también ha podido verse en Londres y en otras ciudades a lo largo de todo el mundo. 

## Producciones

### Broadway
Antes de su llegada a Broadway, Los puentes de Madison debutó a modo de prueba en el Williamstown Theatre Festival, donde pudo verse entre el 1 y el 18 de agosto de 2013, con un elenco liderado por Elena Shaddow como Francesca, Steven Pasquale como Robert, Daniel Jenkins como Bud, Cass Morgan como Marge, Michael X. Martin como Charlie, Nick Bailey como Michael, Caitlin Kinnunen como Carolyn y Whitney Bashor como Marian. En un principio se anunció que Kelli O'Hara interpretaría a Francesca, pero debido a su embarazo finalmente fue Elena Shaddow quien originó el personaje.
La première oficial neoyorquina tuvo lugar el 20 de febrero de 2014 en el Gerald Schoenfeld Theatre de Broadway, con funciones previas desde el 17 de enero y una compañía muy similar a la que había estrenado el espectáculo en Williamstown, incluyendo a Steven Pasquale como Robert, Cass Morgan como Marge, Michael X. Martin como Charlie, Caitlin Kinnunen como Carolyn y Whitney Bashor como Marian. Junto a ellos, Kelli O'Hara como Francesca, Hunter Foster como Bud y Derek Klena como Michael completaron el reparto.
Dirigida por Bartlett Sher, la adaptación teatral de Los puentes de Madison contó con movimiento escénico de Danny Mefford, diseño de escenografía de Michael Yeargan, diseño de vestuario de Catherine Zuber, diseño de iluminación de Donald Holder, diseño de sonido de Jon Weston y dirección musical de Tom Murray.
El montaje recibió opiniones divididas por parte de la crítica especializada y tampoco logró conectar con el público masivo, viéndose obligado a echar el cierre el 18 de mayo de 2014, después de 100 representaciones regulares y 37 previas. Aun así, en la 68.ª edición de los premios Tony obtuvo dos galardones en las categorías de mejor música original y mejores orquestaciones.

### Madrid
En España levantó el telón oficialmente el 13 de diciembre de 2022 en el Teatro Gran Vía de Madrid, protagonizado por Nina como Francesca, Gerónimo Rauch como Robert, Manuel Rodríguez como Bud, Marta Valverde como Marge, José Navar como Charlie, Franco Yan como Michael, Paula Mori como Carolyn e Inma Mira como Marian, y se mantuvo en cartel hasta el 9 de abril de 2023. La dirección de este montaje recayó en Alberto Negrin, quien además también se hizo cargo del diseño de escenografía y de la adaptación al castellano junto a Marina Gaillard. El resto del equipo creativo lo completaron Mercè Grané en el movimiento escénico, Sofía di Nunzio en el diseño de vestuario, Felipe Ramos en el diseño de iluminación, Germán Schlatter en el diseño de sonido y Gerardo Gardelin en la dirección musical.

### Otras producciones
Los puentes de Madison se ha representado en países como Australia, España, Estados Unidos, Filipinas, Reino Unido, Suecia o Suiza, y ha sido traducido a varios idiomas diferentes.
Una gira por Estados Unidos dio comienzo el 28 de noviembre de 2015 en el Des Moines Civic Center, con Elizabeth Stanley como Francesca y Andrew Samonsky como Robert, y finalizó el 24 de julio de 2016 en el Peace Center de Greenville.
Entre el 13 de julio y el 14 de septiembre de 2019, un montaje dirigido por Trevor Nunn pudo verse en la Menier Chocolate Factory, un pequeño teatro situado en el municipio londinense de Southwark. Jenna Russell como Francesca y Edward Baker-Duly como Robert fueron los protagonistas en esta ocasión.

## Números musicales
| Acto I - «To Build a Home» - «Home Before You Know It» - «Temporarily Lost» - «What Do You Call a Man Like That?» - «You're Never Alone» - «Another Life» - «Wondering» - «Look at Me» - «The World Inside a Frame» - «Something From a Dream» - «Get Closer» - «Falling Into You» | Acto II - «State Road 21»/«The Real World» - «Who We Are and Who We Want to Be» - «Almost Real» - «Before and After You»/«One Second and a Million Miles» - «When I'm Gone» - «It All Fades Away» - «Always Better» |

## Repartos originales
| Personaje | Williamstown (2013) | Broadway (2014)   | Gira en EE. UU. (2015) | Madrid (2022)    |
| Francesca | Elena Shaddow       | Kelli O'Hara      | Elizabeth Stanley      | Nina             |
| Robert    | Steven Pasquale     | Steven Pasquale   | Andrew Samonsky        | Gerónimo Rauch   |
| Bud       | Daniel Jenkins      | Hunter Foster     | Cullen R. Titmas       | Manuel Rodríguez |
| Marge     | Cass Morgan         | Cass Morgan       | Mary Callanan          | Marta Valverde   |
| Charlie   | Michael X. Martin   | Michael X. Martin | David Hess             | José Navar       |
| Michael   | Nick Bailey         | Derek Klena       | Dave Thomas Brown      | Franco Yan       |
| Carolyn   | Caitlin Kinnunen    | Caitlin Kinnunen  | Caitlin Houlahan       | Paula Mori       |
| Marian    | Whitney Bashor      | Whitney Bashor    | Katie Klaus            | Inma Mira        |

## Grabaciones
Hasta la fecha solo se ha editado el álbum grabado por el elenco original de Broadway, que salió a la venta el 15 de abril de 2014 e incluye las veinte canciones que conforman el espectáculo.

## Premios y nominaciones

### Producción original de Broadway
| Año  | Premio                     | Categoría                                 | Nominado                       | Resultado |
| ---- | -------------------------- | ----------------------------------------- | ------------------------------ | --------- |
| 2014 | Tony Award                 | Mejor música original                     | Jason Robert Brown             | Ganador   |
| 2014 | Tony Award                 | Mejor actriz principal en un musical      | Kelli O'Hara                   | Nominada  |
| 2014 | Tony Award                 | Mejor diseño de iluminación en un musical | Donald Holder                  | Nominado  |
| 2014 | Tony Award                 | Mejores orquestaciones                    | Jason Robert Brown             | Ganador   |
| 2014 | Drama Desk Award           | Mejor musical                             | Mejor musical                  | Nominado  |
| 2014 | Drama Desk Award           | Mejor música                              | Jason Robert Brown             | Ganador   |
| 2014 | Drama Desk Award           | Mejores letras                            | Jason Robert Brown             | Nominado  |
| 2014 | Drama Desk Award           | Mejores orquestaciones                    | Jason Robert Brown             | Ganador   |
| 2014 | Drama Desk Award           | Mejor dirección en un musical             | Bartlett Sher                  | Nominado  |
| 2014 | Drama Desk Award           | Mejor libreto de un musical               | Marsha Norman                  | Nominada  |
| 2014 | Drama Desk Award           | Mejor actor en un musical                 | Steven Pasquale                | Nominado  |
| 2014 | Drama Desk Award           | Mejor actriz en un musical                | Kelli O'Hara                   | Nominada  |
| 2014 | Drama Desk Award           | Mejor diseño de sonido en un musical      | Jon Weston                     | Nominado  |
| 2014 | Outer Critics Circle Award | Mejor música original                     | Jason Robert Brown             | Ganador   |
| 2014 | Outer Critics Circle Award | Mejor actriz en un musical                | Kelli O'Hara                   | Nominada  |
| 2014 | Drama League Award         | Mejor producción de un musical            | Mejor producción de un musical | Nominado  |
| 2014 | Drama League Award         | Mejor intérprete                          | Kelli O'Hara                   | Nominada  |
| 2014 | Drama League Award         | Mejor intérprete                          | Steven Pasquale                | Nominado  |

### Producción original de Madrid
| Año  | Premio                    | Categoría                 | Nominado         | Resultado |
| ---- | ------------------------- | ------------------------- | ---------------- | --------- |
| 2023 | Premio del Teatro Musical | Mejor escenografía        | Alberto Negrin   | Nominado  |
| 2023 | Premio del Teatro Musical | Mejor diseño de sonido    | Germán Schlatter | Nominado  |
| 2023 | Premio del Teatro Musical | Mejor actriz protagonista | Julia Möller     | Ganadora  |
| 2023 | Premio del Teatro Musical | Mejor actriz protagonista | Nina             | Nominada  |
| 2023 | Premio del Teatro Musical | Mejor actor protagonista  | Gerónimo Rauch   | Nominado  |